# Zabbix
Zabbix — свободная система мониторинга статусов разнообразных сервисов компьютерной сети, серверов и сетевого оборудования, написанная Алексеем Владышевым.
Для хранения данных используется MySQL, PostgreSQL, SQLite или Oracle Database, веб-интерфейс написан на PHP. Поддерживает несколько видов мониторинга:
- Simple checks — может проверять доступность и реакцию стандартных сервисов, таких как SMTP или HTTP, без установки какого-либо программного обеспечения на наблюдаемом хосте.
- Zabbix agent — может быть установлен на UNIX-подобных или Windows-хостах для получения данных о нагрузке процессора, использования сети, дисковом пространстве и так далее.
- External check — выполнение внешних программ, также поддерживается мониторинг через SNMP.

Zabbix начался в 1998 году как внутренний проект в латвийском банке.
7 апреля 2001 года система была выпущена публично под лицензией GPL, первая стабильная версия — 1.0 от 23 марта 2004. В апреле 2005 года была создана латвийская компания SIA Zabbix для управления проектом. Практически ежегодно выпускаются новые версии системы, крупные выпуски: 2.0 (2012), 3.0 (2016), 4.0 (2018), 5.0 (2020), 6.0 (2022).

## Архитектура и возможности
Zabbix-сервер — ядро системы, которое дистанционно контролирует сетевые сервисы и которое является хранилищем, содержащим все конфигурационные, статистические и оперативные данные. Он является тем субъектом в программном обеспечении Zabbix, который оповещает администраторов о проблемах с контролируемым оборудованием.
Zabbix-прокси собирает данные о производительности и доступности от имени Zabbix-сервера. Все собранные данные заносятся в буфер на локальном уровне и передаются Zabbix-серверу, к которому принадлежит прокси-сервер. Zabbix-прокси является идеальным решением для дистанционного контроля филиалов и других точек, в том числе сетей, не имеющих местных администраторов. Он может быть также использован для распределения нагрузки одного Zabbix-сервера. В этом случае прокси только собирает данные, благодаря чему на сервер ложатся меньшие нагрузки на ЦПУ и устройства ввода/вывода.
Zabbix-агент — программа контроля локальных ресурсов и приложений (таких как накопители, оперативная память, статистика процессора и т. д.) на сетевых системах, эти системы должны работать с запущенным Zabbix-агентом.
Zabbix-агенты являются чрезвычайно эффективными из-за использования специфических системных вызовов для сбора информации и подготовки статистики.
Веб-интерфейс — часть Zabbix-сервера, и, как правило (но не обязательно), запускается на том же физическом узле, что и Zabbix-сервер. Работает на PHP, требует веб-сервер (например nginx, Apache httpd).
Основные возможности:
- Распределённый мониторинг — до нескольких тысяч узлов. Конфигурация младших узлов полностью контролируется старшими узлами, находящимися на более высоком уровне иерархии
- Сценарии на основе мониторинга
- Автоматическое обнаружение
- Централизованный мониторинг журналов
- Веб-интерфейс для администрирования и настройки
- Отчётность и тенденции
- SLA-мониторинг
- Поддержка высокопроизводительных агентов (zabbix-agent) практически для всех платформ
- Комплексная реакция на события
- Поддержка SNMP v1, 2, 3
- Поддержка SNMP-ловушек
- Поддержка IPMI
- Поддержка мониторинга JMX-приложений
- Поддержка выполнения запросов в различные базы данных без необходимости использования сценарной обвязки
- Расширение за счёт выполнения внешних скриптов
- Гибкая система шаблонов и групп
- Возможность создавать карты сетей
- Интеграция с внешними системами с помощью плагинов. Например, Zabbix можно интегрировать в Grafana для визуализации данных, построения графиков и дашбордов[8].

Отдельный блок возможностей связан с автоматическим обнаружением: устройств по диапазону IP-адресов, доступных на них сервисах, также реализована SNMP-проверка. Обеспечивается автоматический мониторинг обнаруженных устройств, автоматическое удаление отсутствующих узлов, распределение по группам и шаблонам в зависимости от возвращаемого результата. Низкоуровневое обнаружение может быть использовано для обнаружения и для начала мониторинга файловых систем, сетевых интерфейсов. Начиная с Zabbix 2.0, поддерживаются три встроенных механизма низкоуровневого обнаружения:
- обнаружение файловых систем;
- обнаружение сетевых интерфейсов;
- обнаружение нескольких SNMP OID.

Поддерживаемые платформы (сервер и агент): AIX, FreeBSD, HP-UX, Linux, macOS, OpenBSD, SCO OpenServer, Solaris, Tru64/OSF; кроме того, реализованы агенты для Novell Netware и операционных систем семейства Windows.